# Dead Reckoning
Dead Reckoning (bra: A Rota da Morte) é um filme estadunidense de 1947 dirigido por John Cromwell e estrelado por Humphrey Bogart e Lizabeth Scott.

## Sinopse
Rip Murdock, um ex-soldado, tenta encontrar e destruir quem envolveu seu amigo Johnny em um assassinato. Se envolve com uma ex-amante dele, Coral, que canta num night-club do mafioso Martinelli.

## Elenco
- Humphrey Bogart ...Capt. Warren "Rip" Murdock
- Lizabeth Scott ...Coral "Dusty/Mike" Chandler
- Morris Carnovsky ...Martinelli
- Charles Cane ...Lt. Kincaid
- William Prince ...Sgt. Johnny Drake/John Joseph Preston
- Marvin Miller ...Krause
- Wallace Ford ...McGee
- Robert Scott ...Band leader
- George Chandler ...barman Louis Ord